# AIN.UA
«AIN.UA» — українське інтернет-видання про ІТ-бізнес, стартапи, технології та підприємництво. ЗМІ висвітлює все, що відбувається в українському інтернеті: угоди й запуски стартапів, історії успіху і невдач, публікуються журналістські розслідування та авторські колонки.
Станом на літо 2022, у видання понад 1 млн читачів щомісяця, та більш як три мільйони переглядів[ангажоване джерело].

## Назва
Початково назва розшифровувалася, як «Агентство Интернет Новостей», однак згодом абревіатура стала власною назвою та назва видання вживається саме у такому вигляді.

## Історія
Інтернет-видання AIN.UA було засновано 1 березня 1999 року. Його засновником став Олександр Брамс. За пів року роботи AIN (тоді ще знаходився за адресою ain.com.ua), досяг відвідуваності 400—500 читачів на день. З весни 2003 до весни 2004 проєкт був тимчасово замороженим.
Робота AIN у 2004-му році відновилася завдяки редактору Любомиру Гайдамаці під керівництвом Віктора Захарченка, який виступив видавцем.
У 2009 році з'явився інвестор — компанія Imena.UA/MiroHost.net Олександра Ольшанського. У першій половині 2010 року керівництво проєктом та права власності на домен переходять новому головному редактору — Артуру Оруджалієву, екс-головреду ITC.UA

Логотип видання з 2014 по 2024 рік

З 2014 по 2022 рік видання змінило трьох головних редакторів: Роман Судольський, Павло Урусов та з 22 лютого 2017 — Ілля Кабачинський.
З 1 лютого 2016 року у ЗМІ змінюється СЕО — новим директором та власником стає підприємець Ілля Бошняков.
У 2018 році у сайту з'являється англійська гілка новин, що у травні 2022 року трансформувалася в окреме видання про стартапи, інвестиції та ІТ-бізнес у Східній та Центральній Європі — ain.capital.
1 грудня 2021 року основною мовою видання стала українська.
У вересні 2023 видання придбав Артем Старосєк.

## Підпроєкти
Recruitika.com — платформа для пошуку роботи в IT від AIN.UA, що почала роботу у квітні 2021 року. До того, існував у вигляді окремого розділу Робота на AIN.UA та існував як сервіс пошуку роботи в креативних індустріях, ІТ та суміжних сферах. Станом на літо 2022 року у сервісі зареєстровано майже 2000 компаній, та розміщено понад 3500 активних вакансій.
AIN.Capital — Інтернет-видання про стартапи, інвестиції, бізнес та роботу ІТ компаній у східній та центральній Європі. Раніше — англомовний розділ ain.ua, де раніше публікувалися переважно українські новини, перекладені англійською. У 2022 році розділ переїхав на окремий домен.
AIN.Business — Інтернет-видання про малий та середній бізнес, що почало роботу у травні 2021 року. AIN.Business, на відміну від материнського видання, сфокусований на офлайн-бізнесі та всім, що з ним пов'язане.

## Власник
Інформаційно-аналітичні видання AIN керуються зареєстрованою 15 вересня 2023 року в Україні як товариство з обмеженою відповідальністю «АІН» компанією, 100% якої за даними Єдиного державного реєстру підприємств та організацій України належать Molfar Limited. Єдиним кінцевим бенефіціарним власником компанії є Артем Ігорович Старосєк, громадянин України, що має 100 % непрямого вирішального впливу на ТОВ «АІН» через Мольфар Лімітед.